# Lago (métro de Madrid)
Pour les articles homonymes, voir Lago.
Lago est une station de la ligne 10 du métro de Madrid. Elle est située sur le boulevard du Lac, dans le district de Moncloa-Aravaca, à Madrid.

## Situation sur le réseau
Établie en surface, la station Lago est située sur la ligne 10 du métro de Madrid, entre Príncipe Pío et Batán.

## Histoire
La station ouvre au service commercial le 4 février 1961, à l'occasion de l'inauguration du Suburbano, un train de banlieue opéré directement par l'État espagnol et qui deviendra, vingt ans plus tard, la ligne 10. En 2002, la station est modernisée afin d'accueillir des trains de gabarit plus large, occasionnant la destruction du quai central et ne laissant que les deux quais latéraux.

## Services aux voyageurs

### Desserte

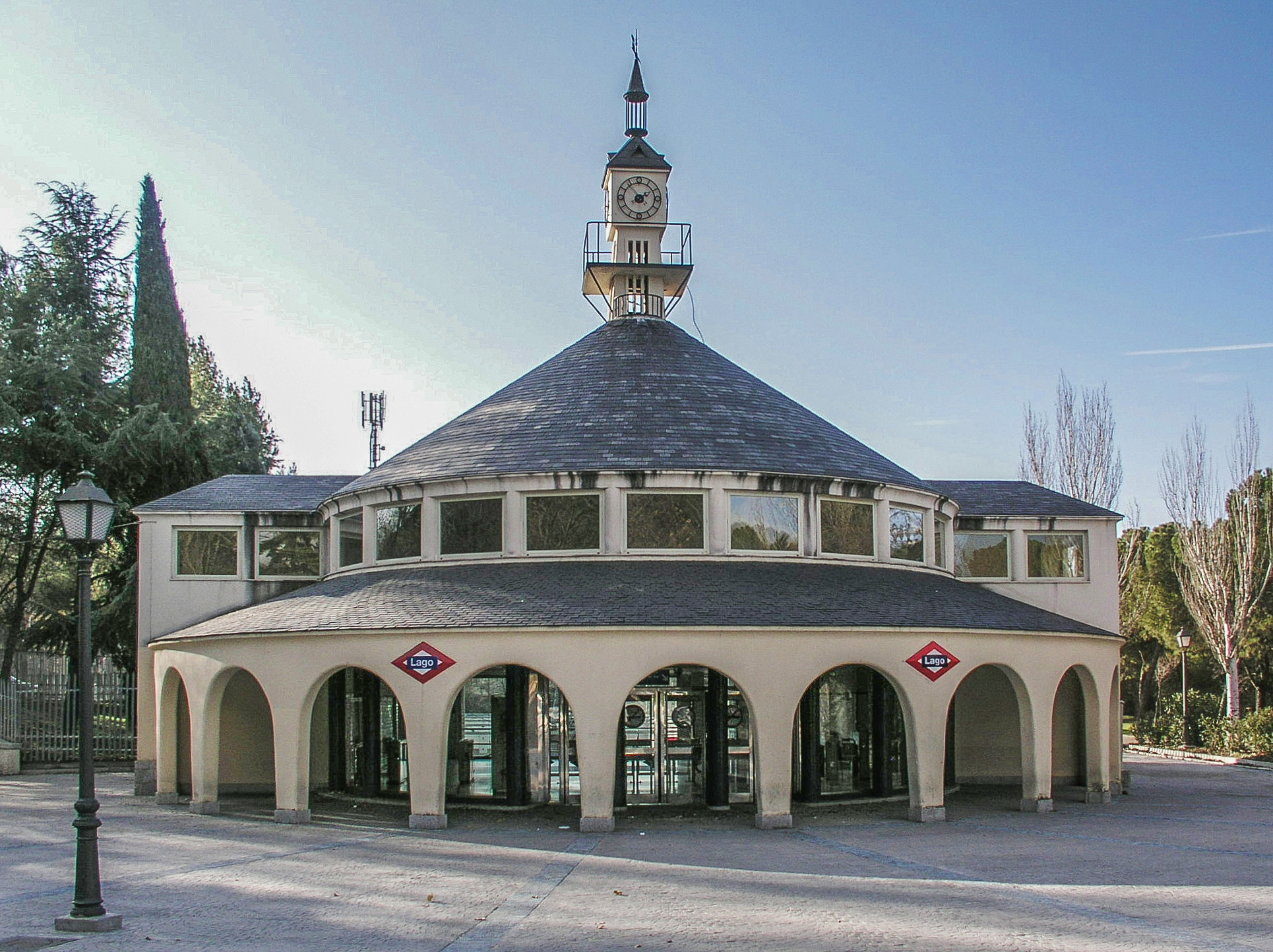
Accès extérieur de la station.
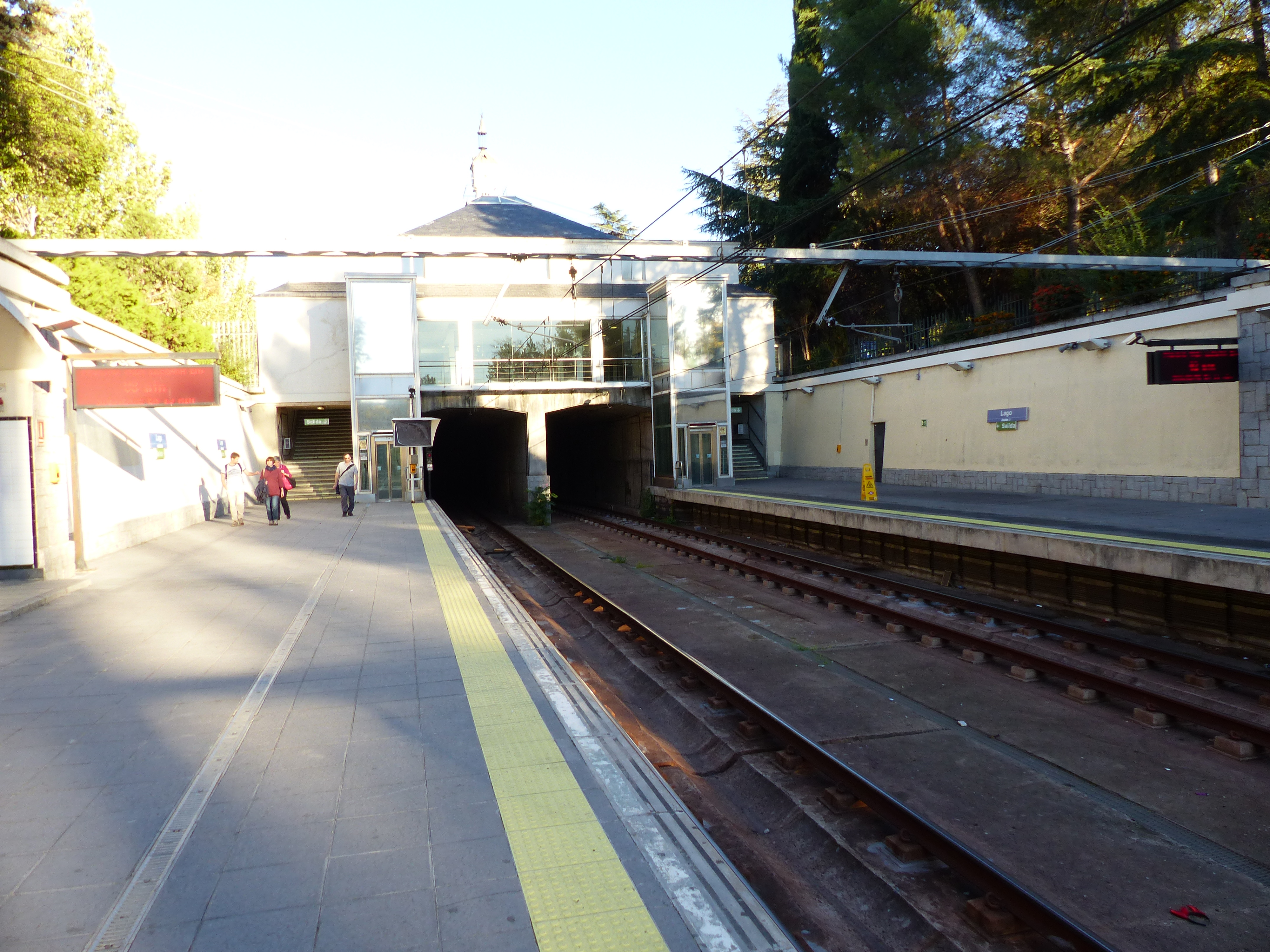
L'emplacement de l'ancien quai central est encore visible entre les deux voies ferrées.

## À proximité
La station dessert le parc public du Casa de Campo.